# Феліче Романі
Феліче Романі (італ. Felice Romani; 31 січня 1788, Генуя, — 28 січня 1865, Монелья) — італійський поет і драматичний письменник, автор лібретто опер.

## Біографія
становив лібретто опер, що мають великі літературні переваги; написав поему про Христофор Колумба і багато ліричних творів, зібраних під назвою «Liriche».
До найбільш відомих опер за його сюжетами відносять популярні опери «Пірат», «Капулетті та Монтеккі», «Сомнамбула», «Норма» Белліні; «Анна Болейн», «Лукреція Борджіа», «Любовний напій» Доніцетті; «Турок в Італії», «Б'янка та Фальєро» Россіні; «Король на годину» Верді та інші.
Похований у Генуї на цвінтарі Стальєно.